# 크리스 드 버그
크리스 데 버그(Chris de Burgh, 1948년 10월 15일 ~ )는 영국의 싱어송라이터이다.